# Barbatus von Benevent
Barbatus (lateinisch für „der Bärtige“; auch Barbato, Barbas, St. Barbatus; * um 602 oder um 612; † 19. Februar 682 in Benevent) war von 663 bis 682 Bischof von Benevent.

## Leben
Barbatus wurde zu Beginn des 7. Jahrhunderts als Sohn einfacher Eltern im Dorf Vandano (oder Castelvenere) bei Cerreto Sannita im Benevent geboren. Er wurde Geistlicher, sobald er das kanonische Alter erreicht hatte, und zeichnete sich durch Wissen, Frömmigkeit und Redegabe aus. Einige Zeit wirkte er als Pfarrer in der St. Basilius Kirche bei der kleinen Stadt Morcone bei Benevent. In Morcone soll er der Legende nach von seiner Gemeinde verfolgt und verleumdet worden sein und wurde schließlich nach Benevent zurückberufen.
Viele Langobarden waren bereits arianische Christen, doch waren heidnische Bräuche unter ihnen noch weit verbreitet. Dazu heißt es im Leben des heiligen Barbatus von Benevent:

„Obwohl die Langobarden damals bereits das Wasserbad der heiligen Taufe empfangen hatten, hielten sie doch noch an dem alten Brauch des Heidenthums und beugten sich vor dem Bilde einer Schlange, statt, wie sie hätten thun sollen, vor ihrem Schöpfer. Außerdem verehrten sie auch einen Baum, der nicht weit von den Mauern von Benevent stand, als heilig: sie hingen ein Fell daran auf, ritten dann alle zusammen um die Wette, so daß die Pferde von den Sporen bluteten, hinweg, warfen mitten im Lauf mit Wurfspießen rückwärts nach dem Fell, und erhielten dann jeder einen kleinen Theil davon zum Verzehren. Und dieser Ort heißt heute noch Vota. Wie das Barbatus sah, predigte er ihnen unaufhörlich […]. Aber sie hörten nicht auf ihn, sondern in ihrem wilden Sinn dachten sie an nichts anderes, als an Krieg und Waffenspiel und erklärten, der Brauch ihrer Vorfahren sei der beste, das seien die Streitbarsten gewesen, und darum verschmähten sie das göttliche Wort.“

Bei der genannten Schlange soll es sich um ein Abbild einer zweiköpfigen Schlange aus Bronze gehandelt haben; ein ganzer Stadtteil von Benevent soll nach diesem noch im Mittelalter den Namen Vipera getragen haben. Die Ortsangabe Vota sei als eine Verschreibung von Wotan anzusehen; der spätere Schreiber habe die Bedeutung des ursprünglichen Wortes nicht mehr verstanden.
Der Legende nach soll Barbatus eine Belagerung durch den Kaiser Konstans II. prophezeit haben. Als das im Jahr 663 eintraf, verhieß er seiner Gemeinde das Ende der Belagerung, wenn sie ihren Aberglauben aufgäben. Der Kaiser hob die Belagerung auf und zog ab. Daraufhin soll Herzog Romuald gelobt haben, von dem alten Brauch abzulassen und sein Gefolge habe es ihm nachgetan. Barbatus aber, soll am folgenden Tag den Baum eigenhändig gefällt haben.
Während der Belagerung war Bischof Ildeprand gestorben, und Barbatus wurde am 10. März 663 zu dessen Nachfolger geweiht. Er erreichte die Eingliederung der vakanten Diözese Sipontum (Siponto) und des Michaelheiligtums Monte Sant’Angelo am Monte Garganus in sein Bistum und verstärkte seine Missionsbemühungen. Er soll entscheidend an der Bekehrung der Langobarden, ihres dux (Herzog) Romuald I. und dessen Frau Theuderada beteiligt gewesen sein.
680 nahm er an der von Papst Agatho einberufenen Synode in Rom teil. Er nahm 680/681 am sechsten ökumenischen Konzil (siehe auch: Drittes Konzil von Konstantinopel) teil.
Barbatus starb am 19. Februar 682 in seiner Bischofsstadt Benevent und wurde in der Kathedrale beigesetzt.

## Verehrung
Barbatus wird in der römisch-katholischen und orthodoxen Kirche als Heiliger verehrt. Er gilt als Schutzpatron der Stadt Benevent und des Ortes Castelvenere. Sein Gedenktag ist der 19. Februar. In der Ikonografie wird er einen Baum fällend oder mit einem Bischofsstab dargestellt.